# Pseudocepola taeniosoma
Pseudocepola taeniosoma is een straalvinnige vissensoort uit de familie van lintvissen (Cepolidae). De wetenschappelijke naam van de soort is voor het eerst geldig gepubliceerd in 1935 door Kamohara.